# علاء الطالبي
علاء الطالبي هو ناشط مدني وحقوقي في مجال حقوق الإنسان. ولد علاء في القصرين يوم 4 نيسان/أبريل من عام 1978. يشغلُ حاليًا منصب المدير التنفيذي للمنتدى التونسي للحقوق الاقتصادية والاجتماعية والذي يقوم بالدفاع عن قضايا محددة مثل الحركات الاجتماعية، حقوق المرأة وتمكينها داخل المجتمع ثم قضايا المهاجرين.

## المجتمع المدني والنشاط

### الهجرة والتهميش
أبرزَ علاء الطالبي عدة مرات خطر الفجوة القائمة بين جدول أعمال الحكومة والقضايا التي يُطالب بها الشباب في المناطق التي تُعاني من التهميش وغياب الأحزاب السياسية التي ستمثلها.
خلال اجتماع لمناقشة الانتقال الديمقراطي في تونس نظمته هيئة الحقيقة والكرامة ذكر علاء أن بعض المناطق باتت ضحية بسبب هجرة شبابها وتعمد تهميشها. باعتبار أن علاء من القصرين؛ فقد قدم طلبًا من خلال المنتدى التونسي للحقوق الاقتصادية والاجتماعية وبدعمٍ من منظمة محامون بلا حدود - الفرع البلجيكي لتسجيل القصرين ضمن المناطق الضحايا. يُشار إلى أنّ القصرين حالها حال معظم المناطق التونسية تُعاني من التهميش وضعف النمو
 فضلا عن تصدرها للمركز الأول في قائم المناطق المهمشة داخل الدولة التونسية. يُناقش الطالبي كذلك موضوع آخر وهو ظاهرة الانتحار ومحاولات الانتحار بين الطلاب في المدارس وفي صفوف البالغين.

### الإنسان وحقوق المرأة
بالإضافة إلى منصب الرئيس التنفيذي في المنتدى فإن الطالبي هو الممثل القانوني للمركز الليبي لحقوق الإنسان - مدافع، كما أصبح في وقت لاحق أمين صندوق تونس التابع لالرابطة التونسية للدفاع عن حقوق الإنسان.
يُعدّ علاء من بين أبرز النشطاء في مجال حقوق الإنسان حيث يعمل في الدعوة إلى العديد من القضايا مثل تمكين المرأة من حقها في العمل، مكافحة العنصرية،  الاتجار بالبشر والاعتداء على الأطفال.
شارك في حملة معارضة محاكمة غازي الباجي وجابر الماجري حيث عمل على تعبئة باقي النشطاء في آذار/مارس من أجل العفو عن جابر الماجري الذي كان قد حُكم عليه بالسجن 7 سنوات ونصف بسبب نشره لصور كاريكاتيرية للنبي محمد على حسابه الشخصي في موقع فيسبوك. دافعَ الطالبي كذلك عن الشابة آية والتي أحرقت والدها بعدما حاول فض شرفها.

### الحركات الاجتماعية
لعبت الحركات الاجتماعية دورًا مهمًا في إشعال فتيل ثورة الياسمين، حيث ارتفعت وتيرة الاحتجاجات وطريقة تنظيمها بشكل تدريجي منذ ذلك الحين. حاولَ الطالبي فضلا عن غيره من نشطاء المجتمع المدني البحث عن حلول لمجموعة من القضايا التي تهم المجتمع التونسي  كما حاول تسليط الضوء على أهمية المفاوضات السلمية بين المتظاهرين والحكومة دون تدخل من الجيش. نشر علاء العديد من البيانات باسم المنتدى لانتقاد سياسة الاستهداف الممنهج للناشطين الحقوقيين والمتظاهرين.

### المنتدى الاجتماعي العالمي
بالإضافة إلى منتدى الحقوق الاقتصادية والاجتماعية فالطالبي هو عضو مجلس إدارة في العديد من المنظمات الدولية مثل المنتدى الاجتماعي التونسي، المنتدى الاجتماعي المغاربي، المنتدى الاجتماعي الإفريقي والمنتدى الاجتماعي العالمي.
بعد شهر من اغتيال شكري بلعيد في عام 2013؛ كانَ الطالبي جزءًا من اللجنة المنظمة للمنتدى الاجتماعي العالمي الذي أُقيم في تونس وقد حضره أزيد من 30.000 شخص من جميع أنحاء العالم وذلك لدعم حوالي 1100 منظمة تونسية.
على الرغم من أن عام 2015 قد شهدَ العديد من الهجمات الإرهابية في تونس، إلا أن الطالبي وغيره من نشطاء المجتمع المدني قد تمكنوا من جلب المنتدى الاجتماعي العالمي إلى البلاد مرة أخرى. بعد يوم من هجوم متحف باردو؛ أكّد علاء الطالبي في بيان علني نيته تنظيم المنتدى الاجتماعي العالمي بحلول شهر آذار/مارس من عام 2015 في متحف باردو نفسه. خلال هذه النسخة؛ اندلعت بعض التوترات مع الوفد الجزائري الذي لم تسمح له السلطات في المشاركة في المنتدى.

## الحياة الأكاديمية والمنشورات

### الحياة الأكاديمية
يُعرف عن علاء الطالبي كونه أكاديمي وباحث هذا فضلا عن كونه متخصص في دراسة الممالك المنغولية. درَس الطالبي تاريخ الإعلام في معهد الدراسات التطبيقية كلية العلوم الإنسانية في جامعة جندوبة. تحصَل على شهادة الدكتوراه في تاريخ العصور الوسطى من كلية العلوم الإنسانية والاجتماعية بتونس. كان قد حصل في وقت سابق على شهادة الماجستير بعدما ناقش موضوع «وجود الممالك المنغولية (1258-1335)» في كلية الآداب منوبة بتونس.
نشرَ الطالبي بعض المقالات الأكاديمية كما حضر الكثير من المحاضرات: نشر في عام 2012 مقالًا عن تصنيف الخوف كما شارك في تأليف كتاب رفقةَ دينيس إيغل. درس كذلك بعضَا من السياسة في زمن الحرب بين الفرس، المغول والمماليك المصرية وقد نشر مقالا حول هذا الموضوع عام 2007. في نفس السنة نشرت محاضرة بعنوان «رؤوفين أميتاي، المغول في الأراضي الإسلامية - دراسات في تاريخ بعتاقتي».

### الشعر والأدب
يُعرف عن علاء الطالبي أيضًا نظمه للشعر باللغة العربية وباللهجة التونسية كذلك. سبقَ له وأن نشر ديوانا شعريا مصغرا بعنوان اللحامة الحفيانة وذلك لتقديم تحية إلى أمه ولجميع النساء في المناطق المهمشة في تونس. كتب في عام 2013 نصا شعريا آخر بعنوان بسمة نيروز وذلك بمثابة تحية إلى الشهيد شكري بلعيد الذي اغتيل في وقت سابق من نفس العام. اشتهر النص الشعري بعدما تحوّل لقصيدة تغنت بها غالية بنعلي. تُرجمت واحدة من قصائده بعنوان قتلناك إلى الفرنسية ونشرت في عام 2013 جنبا إلى جنب مع غيرها من القصائد التونسية مثل «شتات تونس: حوارات».